# Аэд Финд (король Дал Риады)
Аэд Белый (Аэд мак Эхдах, Аэд Финд, гэльск. Áed mac Echdach, Áed Find, англ. Áed the White; умер в 778) — король гэльского королевства Дал Риада, правивший с 768 по 778 год.

## Биография
Аэд предположительно был сыном скончавшегося в 733 году короля Дал Риады Эохайда III из клана Кенел Габран. Вскоре после смерти Эохайда Дал Риада попала в зависимость от Королевства пиктов. Аэд  же стал первым достоверно известным правителем Дал Риады после умершего в 739 году короля Эогана мак Муйредаха. 
Первое сообщение об Аэде в исторических источниках относится к 768 году, когда, по сообщению «Анналов Ульстера», произошла битва между ним и пиктским королём Киниодом I. Указанное в анналах место сражения ("в Фортриу") заставляет предполагать, что агрессором в данном случае был Аэд. По всей видимости, к этому времени Дал Риада уже освободилась от власти пиктов. 
«Хроника королей Альбы» утверждает, что Аэд составил какой-то свод законов, ставших при Дональде I законами для всей Шотландии, но его содержание неизвестно.
Аэд умер в 778 году и его преемником на престоле Дал Риады стал его брат Фергюс II. В некоторых более поздних источниках указывается, что Аэд правил тридцать лет. Дошедшая до нас генеалогия Аэда Финда, где он представлен как предок позднейших шотландских королей (к нему возводится происхождение Константина III), является, как указывает А. Вулф, "вымышленной или испорченной". В этой генеалогии Аэду Финду приписан сын по имени Эохайд, который не фигурирует ни в каких современных источниках.